# Амалия Пфальцская
Амалия Пфальцская (25 июля 1490, Гейдельберг — 6 января 1524 или 6 января 1525, Штеттин) — представительница династии Виттельсбахов, вторая дочь курфюрста Пфальца Филиппа (1448—1508) и Маргариты Баварской (1456—1501). Герцогиня Померании в браке с Георгом I.

## Биография
22 мая 1513 года в Штеттине Амалия вышла замуж за герцога Георгом I Вольгастского (1493—1531). Брак был организован герцогом Померании Богуславом X в попытке заручиться поддержкой Пфальца в его споре из-за Бранденбургского электората. Спустя месяц двоюродный брат Георга герцог Генрих V Мекленбургский женился на сестре Амалии, Елене. Свадьба Амалии была отпразднована с большой пышностью и размахом. Во время свадебной церемонии между послами королей Дании и Польши возник спор об их церемониальном ранжировании.
У Амалии и Георга было трое детей:
- Богуслав XI (21 марта 1514 — 1514), умер во младенчестве
- Филипп I (14 июля 1515 — 14 февраля 1560), герцог Померании, Щецина и Вольгаста
- Маргарита (25 мая 1518 — 24 июля 1569), супруга с 1547 года Эрнста III, герцога Брауншвейг-Грубенгагена

Сын Амалии, Филипп I Вольгастский с 1526 года воспитывался в Гейдельберге при дворе её брата, курфюрста Пфальца Людвига V.
Амелия, которая всю жизнь была болезненной, умерла в 1524 году в возрасте 33-х лет и была похоронена в Штеттине.